# Scoparia saerdabella
Scoparia saerdabella là một loài bướm đêm trong họ Crambidae.